# Покровка (Харцызский городской совет)
Покровка (укр. Покровка) — посёлок, входит в Харцызский городской совет Донецкой области Украины. Находится под контролем самопровозглашённой Донецкой Народной Республики.

## География
Посёлок расположен на правом берегу реки Крынки (приток Миуса).
В Донецкой области имеется одноимённый населённый пункт — село Покровка, ниже по течению Крынки, в Амвросиевском районе.

#### Соседние населённые пункты по странам света
С: Троицко-Харцызск, Шахтное, город Зугрэс (все выше по течению Крынки)
СЗ: Широкое, Фёдоровка, Войково
З: город Иловайск
ЮЗ: Виноградное, Третяки
Ю: — 
ЮВ: Степано-Крынка, Покровка (Амвросиевского района) — все ниже по течению Крынки
ССВ: Певчее
ВСВ: Русско-Орловка

## Население
Население по переписи 2001 года составляло 184 человека.

## Местный совет
86790 Донецкая обл., Харцызский городской совет, пгт. Троицко-Харцызск, ул. Советская, 1.